# Mariachi
Mariachi je naziv za tipične meksičke glazbene skupine i glazbenike iz savezne države Jalisco. Mariachi glazba je jedna u nizu brojnih stilova meksičke narodne glazbe, koja je regionalno vrlo raznolika. Izvan Meksika, mariachi je najpoznatija meksička glazba.

## Glazbala
Moderne skupine Mariachi obično se sastoje od 7 do 12, a ponekad i do 20 elemenata s gitarama, vihuelama, guitarronom, violinama, trubama, a ponekad i maracasima kao i pjevačima. Glazbenici u programu ponekad odsviraju i solističke skladbe.

## Podrijetlo riječi
Podrijetlo riječi "Mariachi" je prijeporno. Prema popularnom objašnjenju, koje je među ostalima zastupao Alfonso Reyes, riječ "Mariachi" dolazi iz francuske riječi Mariage = vjenčanje.
Novija teorija govori da je riječ mariachi lokalnog indijanskog podrijetla. Dolazi od indijanske riječi mariache što znači podij za plesanje tradicionalnih indijanskih plesova. Prvi pisani trag riječi mariache nalazimo u pismu lokalnog katoličkog svećenika iz meksičke države Nayarit tridesetak godina prije francuske intervencije.
Sama riječ mariachi može označavati:
- mariachi glazbu,
- skupinu izvođača mariachi glazbe i
- solo izvođača mariachi glazbe.

## Poznate mariachi pjesme
- Cielito Lindo
- El Mariachi Loco
- El Rey
- El Son de la Negra
- Guadalajara
- La Chiapaneca
- Las Golondrinas
- Las Mañanitas
- México lindo y querido
- Paloma Negra
- Viva México, viva América

## Poznate skupine
- Mariachi Coculense
- Mariachi México
- Los Vargas de Tecalitlán
- Mariachi Sol de Mexico

## Poznati solisti
- Jorge Negrete
- Pedro Infante
- Javier Solís

## Vanjske poveznice
- (šp.) Mariachi u Mexiku
- (engl.) Spanish language music: Mariachi Poznati glazbenici, Mariachi glazba za slušanje.
- [neaktivna poveznica]